# Charlie Sitton
Charles E. "Charlie" Sitton (nacido el 3 de julio de 1962 en McMinnville, Oregón) es un exjugador de baloncesto estadounidense que disputó una temporada en la NBA y tres más en la liga italiana. Con 2,03 metros de estatura, lo hacía en la posición de ala-pívot.

## Trayectoria deportiva

### Universidad
Tras participar en su etapa de high school en el prestigioso McDonald's All American Game, jugó durante cuatro temporadas con los Beavers de la Universidad Estatal de Oregón, donde promedió 13,3 puntos, 4,3 rebotes y 2,2 asistencias por partido. Es el quinto máximo anotador de la historia de los Beavers, con 1.561 puntos, y tiene una estadística perfecta de 10 victorias y 0 derrotas ante el gran rival de su universidad, los Oregon Ducks. Fue elegido en sus tres últimas temporadas en el mejor quinteto de la Atlantic Ten Conference, y en 1984 incluido en el tercer equipo All-American para la NABC.

### Profesional
Fue elegido en la trigésimo octava posición del Draft de la NBA de 1984 por Dallas Mavericks, donde jugó una temporada, siendo una de las últimas bazas para su entrenador Dick Motta, que lo alineó en 43 partidos, promediando 2,1 puntos y 1,4 rebotes.
Al año siguiente se marchó a jugar al Basket Brescia de la liga italiana, donde permaneció durante dos temporadas, promediando 19,6 puntos y 8,2 rebotes por partido. en 1988 ficha por el Hitachi Venezia, donde jugó una temporada, en la que bajó sus estadísticas a 13,6 puntos y 7,4 rebotes, perdiéndose parte de la temporada por lesión.
En 1989 firmó con los Charlotte Hornets, pero fue cortado antes del inicio de la temporada.

## Estadísticas de su carrera en la NBA

### Temporada regular
| Temporada | Edad | Equipo           | Liga | P  | TIT | MIN | TC  | TCA | %TC  | 3P  | 3PA | %3P  | TL  | TLA | %TL  | R.OF. | R.DEF. | REB | ASIS | ROB | TAP | PER | FP  | PTS |
| 1984-85   | 22   | Dallas Mavericks | NBA  | 43 | 0   | 7.1 | 0.9 | 2.2 | .415 | 0.0 | 0.0 | .000 | 0.3 | 0.6 | .520 | 0.6   | 0.8    | 1.4 | 0.6  | 0.2 | 0.1 | 0.4 | 1.2 | 2.1 |
| Total     |      |                  | NBA  | 43 | 0   | 7.1 | 0.9 | 2.2 | .415 | 0.0 | 0.0 | .000 | 0.3 | 0.6 | .520 | 0.6   | 0.8    | 1.4 | 0.6  | 0.2 | 0.1 | 0.4 | 1.2 | 2.1 |